# ペスカトーレ
ペスカトーレことスパゲッティ・アッラ・ペスカトーラ（イタリア語: Spaghetti alla pescatora）は、魚介類を用いたトマトソースのスパゲッティの一つである。

## 概要
スパゲッティ・アッラ・ペスカトーラは直訳すると「漁師風のスパゲッティ」という意味で、もともとは漁師が売れ残りや雑魚、外道などをまとめてトマトソースで煮込んだものがはじまりと言われる大衆料理である。これが次第にスパゲッティのソースとして使われるようになった。
塩・ニンニク・白ワインなどによる簡素な味付けに、魚介類それぞれの旨みがトマトソースによって調和され、素朴だが非常にコクのあるスープとなる。そのため、スパゲッティだけでなく他のパスタともよく合う。一般的にはアサリ、イカ、エビ、カニ、ムール貝、ホタテ等がよく使われるが、一定のレシピはなく、好みの魚介類をトマトソースで仕上げた料理にはペスカトーレと付くことが多い。

## 亜種
- 群馬県では、魚介の入ったトマトソースに唐辛子とニンニクを効かせたスパゲティ（すなわち「辛口のペスカトーレ」）を『ベスビオ』と称する。高崎市に本店を置くイタリアンレストランチェーン「シャンゴ」が作り出して広めたと言われており[4]、群馬県内ではポピュラーなメニューだが、県外にはほとんど広まっていないという[5]。名前の「ベスビオ」はイタリアの火山・ヴェスヴィオ（ベスビオ山）に由来する。
- ナポリ県にあるプロチダ島では、スパゲッティ・アッラ・ペスカトーラ・ポヴェラ（イタリア語: spaghetti alla pescatora povera）と呼ばれるパスタがある。これは、魚介の代わりにアンチョビを使うもので[6][7]、通常より質素なのが特徴である。